# Загальновійськова академія Збройних сил Російської Федерації
Загальновійськова академія ЗС РФ (рос. Общевойсковая академия Вооружённых Сил Российской Федерации) — вищий військовий навчальний заклад Росії, провідний навчально-методичний і науковий центр військової освіти Російської Федерації. Розташована у Москві.

## Історія
Академія була створена в 1998 році внаслідок об'єднання Військової академії імені М. В. Фрунзе, Військової академії бронетанкових військ імені Р. Я. Малиновського та Вищих офіцерських курсів «Постріл».